# Confessions of an Ugly Stepsister
Confessions of an Ugly Stepsister is een Canadees-Luxemburgse (Engelstalige) sprookjes-televisiefilm uit 2002 onder regie van Gavin Millar. Het verhaal is een hervertelling van het sprookje Assepoester, gebaseerd op dat uit het gelijknamige boek van Gregory Maguire uit 1999. De gebeurtenissen worden hierin verteld vanuit het perspectief van een van haar 'boze stiefzusters'. Daarin is diens moeder de enige boosaardige persoonlijkheid en kunnen de stiefzussen en Clara 'Cinderella' Van Den Meer eigenlijk prima met elkaar overweg.

## Verhaal
Een woedende menigte jaagt Margarethe Fisher (Stockard Channing) op beschuldiging van het vermoorden van haar man in 1637 Engeland uit. Zij vlucht daarom met haar dochters Iris (Azura Skye) en Ruth (Emma Poole) met de boot naar Nederland en komt een week later in haar geboorteplaats Haarlem aan. Het drietal heeft geen cent te makken en moet langs de deuren om daar om onderdak te bedelen. Schildersleerling Caspar (Matthew Goode) herkent Iris van hun praatje op de markt en laat de drie binnen. Zijn meester Luykas Schoonmaker (Jonathan Pryce) wil Iris graag schilderen en laat de Fishers blijven. Margarethe moet wel hun verblijf verdienen door dienst te doen als huishoudster. Ruth eigenlijk ook, maar zij is langzaam van begrip en wordt daarom door hem ontzien.
Schoonmaker wil ook graag de dochter van tulpenkweker Cornelius van den Meer (David Westhead) schilderen, Clara (Jenna Harrison). Het meisje wil dat zelf alleen niet omdat ze weigert als lustobject gezien te worden. Clara wil sowieso weinig met de buitenwereld te maken hebben omdat ze bang is dat haar slechte dingen zullen overkomen als ze daarin stapt. Telkens als ze dat doet, zoekt een waarzegster (Trudie Styler) met een gezicht vol littekens haar op. Clara is doodsbang van de vrouw, hoewel die niets kwaads in de zin heeft en Clara alleen wil adviseren over haar toekomst. Van den Meer huurt Iris in, officieel als tutor voor Clara, maar eigenlijk zodat die een vriendin heeft. Zodoende verhuist Iris samen met Ruth en Margarethe naar het huis van weduwnaar Van den Meer. Schoonmaker is niettemin gesteld geraakt op Iris en haar ambitie om te leren schilderen, ondanks dat haar moeder haar blijft inpeperen dat ze helemaal geen talent heeft. Hij geeft haar papier en houtskool mee zodat ze kan blijven oefenen.
De Fishers houden in eerste instantie het huis van Van den Meer schoon, maar Margarethe is niet van plan dat lang te doen. Zij wil de rijke weduwnaar verleiden en de nieuwe vrouw des huizes worden, niet omdat ze iets om hem geeft maar om zijn bezittingen. Clara heeft dat direct door en wil niets van Margarethe weten. Van Iris en Ruth moet ze in eerste instantie ook niets hebben, maar ze raakt er langzaam maar zeker toch van overtuigd dat die anders zijn dan hun moeder. Op een dag stelt ze zich in een besneeuwd landschap voor het eerst open voor de zussen, maar vlucht wel weer naar binnen als de waarzegster weer opduikt. Margarethe mengt het kruid liqor amorosa door Van Den Meers thee. Die valt daardoor inderdaad voor haar. Zodra Margarethe hem aan haar voeten heeft, raadt ze hem aan om de jonge kokkin en huishoudster te ontslaan, zogenaamd 'om geroddel te voorkomen'. In werkelijkheid kan ze zo de totale macht in huis overnemen, helemaal als ze Van Den Meer aan zijn bed kluistert door hem stelselmatig te vergiftigen. Clara's nachtmerrie komt uit wanneer haar vader met Margarethe trouwt en die officieel haar stiefmoeder wordt.
Margarethe komt bedrogen uit. De tulpenhandel gaat onderuit en Van den Meer daardoor failliet. Ze ziet kansen op nieuwe rijkdom wanneer 'de prins' (Mark Dexter) een bal geeft om een vrouw te vinden. Margareth wil dat haar stiefdochter Clara erheen gaat omdat de prins wel voor haar schoonheid móét vallen. Clara heeft daar geen zin in en al helemaal niet om Margarethe te helpen zich zo weer ergens binnen te manipuleren. Daarom spreekt ze met Iris af om haar plaats in het huishouden over te nemen, zodat Iris in haar plaats naar het bal kan. Iris wil de prins alleen helemaal niet. Zij is verliefd op Caspar. Zodra Clara dat doorkrijgt, spoort ze Iris aan om voor Casper te gaan en gaat ze toch zelf naar het bal. Ze moet dat nu wel gemaskerd doet omdat Margarethe haar verboden heeft op het bal te verschijnen na haar eerdere weigering. De waarzegster overtuigt Clara er dan toch van dat ze het beste met haar voorheeft. Ze zorgt voor een prachtige jurk en een rijtuig voor Clara om mee naar het bal te gaan. Ze moet alleen wel om klokslag twaalf uur thuis zijn, omdat de betovering dan verbroken raakt.
Ruth mengt voor de zekerheid kruiden door de thee van haar moeder, die daardoor slaapt wanneer Clara op het bal verschijnt. De prins raakt enorm onder de indruk van haar, maar Clara verdwijnt om op tijd thuis te komen. Ze laat daardoor een van haar schoenen achter. De prins gaat daarmee de volgende dag al zijn gasten af om de vrouw te vinden die de schoen past. Omdat Iris en Ruth dit niet zijn, geeft Margarethe schoorvoetend toe en laat ze Clara komen om de schoen aan te trekken. Teleurgesteld dat Iris niet met de prins zal trouwen, zoekt ze oogcontact met haar. Op een paar meter van Clara en de prins hebben Iris en Caspar elkaar niettemin ook gevonden.

## Verschillen met het boek
- In de film komt Henrika Vinckboons van den Meer niet voor, Clara's biologische moeder. Zij wordt in de geschreven versie van het verhaal dodelijk vergiftigd door Margarethe, maar is in het boek al dood voor Margarethe en Cornelius elkaar ontmoeten.
- In het boek maakt Margarethe dochter Iris wijs dat Caspar homoseksueel is en ze daarom geen kans bij hem maakt
- In het boek richt Clara zich op huishoudelijke klusjes - en gaat ze zichzelf Cinder-ella noemen - om zichzelf af te leiden van de denigrerende manier waarop haar stiefmoeder haar behandelt.
- Clara is er in het boek van overtuigd dat Cornelius niet haar echte vader is, maar dat ze als baby is verwisseld.
- Clara is in het boek bang voor de buitenwereld omdat ze in haar jeugd al eens werd ontvoerd voor losgeld.
- De waarzegster komt niet voor in het boek.
- De film eindigt met vier geliefden die elkaar vinden, maar het boek gaat door totdat zowel Clara als Iris sterven.

## Rolverdeling
- Stockard Channing - Margarethe Fisher - Van Den Meer
- Azura Skye - Iris Fisher
- Trudie Styler - De waarzegster
- Emma Poole - Ruth Fisher
- Jenna Harrison - Clara Van Den Meer
- Jonathan Pryce - Luykas 'meester' Schoonmaker
- Matthew Goode - Caspar
- David Westhead - Cornelius van den Meer
- Malcolm Tierney - Van Stolk
- Mark Dexter - De prins